# Pierpaolo Bombardieri
Pierpaolo Bombardieri (Marina di Gioiosa Ionica, 28 marzo 1963) è un sindacalista italiano, dal 4 luglio 2020 segretario generale della UIL.

## Biografia
Nato il 28 marzo 1963 a Marina di Gioiosa Ionica, in provincia di Reggio Calabria, si è laureato col massimo dei voti in scienze politiche all'Università degli Studi di Messina, iniziando il suo impegno sindacale nella Unione Italiana del Lavoro (UIL) giovani, di cui, nei primi anni novanta, diviene il segretario generale. Nel frattempo lavora come ricercatore nell'Istituto superiore per la prevenzione e la sicurezza del lavoro (ISPESL), occupandosi di progetti formativi per la sicurezza sul lavoro, studioso di Keynes e di Stiglitz.
Successivamente viene eletto segretario della federazioni di categoria Università e Ricerca della UIL di Roma e del Lazio.
Nel 2007 passa in Confederazione regionale laziale, dove assume, prima, l'incarico di segretario organizzativo e, successivamente, mentre dal gennaio 2013 è segretario generale UIL di Roma e del Lazio.
A novembre 2014 Carmelo Barbagallo, appena acclamato segretario generale della UIL, gli affida l'incarico di segretario organizzativo della Confederazione. In questa veste, Bombardieri gestisce e dà continuità alla riforma organizzativa, avviata con le assise di Bellaria del 2012, che trasforma la UIL in un moderno sindacato a rete.
Nel gennaio del 2019 viene eletto segretario generale aggiunto UIL.
Il 4 luglio 2020 il Consiglio confederale della UIL elegge Bombardieri come nuovo segretario generale.
Il 28 maggio 2022, al termine del 18º congresso nazionale della UIL, viene confermato segretario generale per altri quattro anni.

## Vita privata
Sposato, due figli, ha un'ostentata passione per la pesca e la pallacanestro.